# The Rumproller
The Rumproller è un album di Lee Morgan, pubblicato dalla Blue Note Records nel 1965. Il disco fu registrato il 21 aprile 1965 al Van Gelder Studio di Englewood Cliffs, New Jersey (Stati Uniti).

## Tracce
Lato A
1. The Rumproller – 10:29 (Andrew Hill)
2. Desert Moonlight – 9:26 (Lee Morgan)

Lato B
1. Eclipso – 6:56 (Lee Morgan)
2. Edda – 7:23 (Wayne Shorter)
3. The Lady – 7:34 (Rudy Stevenson)

Edizione CD del 1999, pubblicato dalla Blue Note Records
1. The Rumproller – 10:26 (Andrew Hill)
2. Desert Moonlight – 9:22 (Lee Morgan)
3. Eclipso – 6:53 (Lee Morgan)
4. Edda – 7:19 (Wayne Shorter)
5. The Lady – 7:30 (Rudy Stevenson)
6. Venus di Mildrew – 6:26 (Wayne Shorter) – Bonus Track - brano inedito[3]

## Musicisti
- Lee Morgan - tromba
- Joe Henderson - sassofono tenore
- Ronnie Mathews - pianoforte
- Victor Sproles - contrabbasso
- Billy Higgins - batteria